# 콜로뇨 노르드역
콜로뇨 노르드 역(이탈리아어: Cologno Nord)은 밀라노 지하철 2호선의 콜로뇨 지선의 역이다. 콜로뇨몬체레 내에 위치해 있다. 1981년 밀라노 지하철 2호선 콜로뇨 지선의 역 중 하나이자 종착역으로 문을 열었다.

## 역사
콜로뇨 노르드 역은 콜로뇨몬체레 지선의 개통과 함께 1981년 6월 7일에 문을 열었다.
2010년 7월 9일부터 2011년 12월 18일까지 역사가 개조되었다. 특히 안내판과 설치된 엘리베이터 네 대가 개선되었다. 이 개조 공사 동안 콜로뇨 노르드 역은 전반적으로 장애를 가진 승객들에게 맞게 적용되었다. 공사 비용은 170만 유로였으며, 전부 밀라노 현의 자금 지원을 받았다.

## 시설
이 역에는 다음과 같은 시설이 있다.
- 장애인 승객을 위한 접근 시설
- 엘레베이터
- 에스컬레이터
- 승차권 자동판매기
- 주차장 (900대 규모)